# Julio Pérez Díaz
Julio Pérez Díaz (1 de mayo de 1960) es un demógrafo y sociólogo español, investigador del Consejo Superior de Investigaciones Científicas (CSIC) en el Instituto de Economía, Geografía y Demografía del Centro de Ciencias Humanas y Sociales. Es especialista en envejecimiento demográfico, política demográfica y metodología de análisis demográfico. Su línea principal de investigación son los cambios sociodemográficos en un mundo global. Ha desarrollado, junto a John MacInnes, la Teoría de la Revolución Reproductiva.

## Biografía académica
Julio Pérez es licenciado en Filosofía, doctor en Sociología por la UNED, con la tesis doctoral Transformaciones sociodemográficas en los recorridos hacia la madurez. Las generaciones españolas 1906-1945, presentada en 2001 y dirigida por Anna María Cabré i Pla. Desde 1992 hasta 2008 ha sido demógrafo investigador en el Centro de Estudios Demográficos de la UAB (Centre d'Estudis Demogràfics) y desde 2007 es científico titular del Consejo Superior de Investigaciones Científicas (CSIC).
Es miembro de las siguientes organizaciones:
- International Union for the Scientific Study of Population (IUSSP), desde 1994.[9]
- Sociedad Española de Geriatría y Gerontología (SEGG).[10]
- Asociación de Demografía Histórica (ADEH).[11]
- Grupo de Estudios Población y Sociedad (GEPS).[12]

## Investigaciones

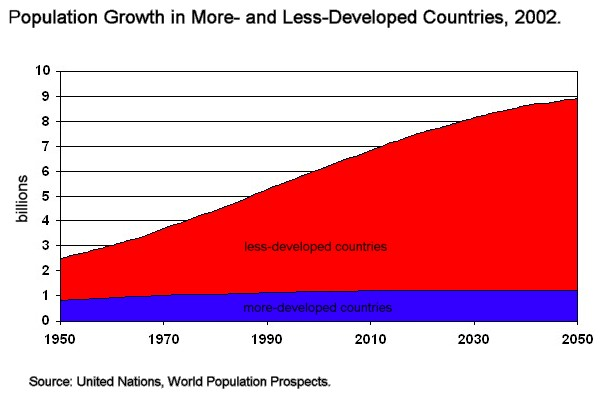
Crecimiento de la población en países subdesarrollados (rojo) y en países desarrollados (azul), 2002, ONU

Pérez Díaz plantea la consolidación de la demografía como ciencia -aspiración tradicional de la demografía- para lo que debe ser capaz de ofrecer diagnósticos independientes y renovados, -si se acepta que el nivel de eficiencia con que se reproducen las poblaciones ha experimentado un salto cualitativo que permite mantener un volumen poblacional dado con una fecundidad inferior- la demografía, gracias a las investigaciones metodológicas apoyadas en estudios longitudinales puede explicar otros fenómenos sociales de manera independiente.
Julio Pérez Díaz, propone, entre otros, los términos de madurez de masas o madurez demográfica (frente al término de envejecimiento de la población) y, juntos a John MacInnes, la teoría de la revolución reproductiva o tercera revolución de la modernidad para dar cuenta de una interpretación adecuada de los nuevos fenómenos demográficos, alejados de las interpretaciones alarmistas demográficas.

### Proyectos de Investigación
Julio Pérez Díaz ha participado o participa, entre otros, en los siguientes proyectos de investigación:
- 2010-2030 - Estudio Longitudinal Envejecer en España (ELES)[18] (I.P. José Javier Yanguas Lezaun).
- 2010-2013 - La teoría de la revolución reproductiva[17] Ministerio de Ciencia e Innovación, CSIC, Universidad del País Vasco, Universidad de Edimburgo. (I.P. Julio Pérez Díaz; John MacInnes, Juan Antonio Fernández Cordón; Begoña Arregi Gorospe)
- 2006-2009 -[19] El futuro de la actividad, la salud y la dependencia en España. Una aproximación generacional desde la Demografía. (I.P. Anna Cabré)
- 2007 - [20] Tasas de reproducción de los años vividos de la población cotizante y pensionista en España. (I.P. Pau Miret Gamundi)
- 2006 - [21] Cambios generacionales de la salud en España]. (I.P. Julio Pérez Díaz)
- 2005-2006 - [22]  Discapacidad y relación con la actividad en los hogares españoles: efectos directos e inducidos. (I.P. Julio Pérez Díaz)
- 2002-2003 - [23] Efectivos poblacionales, supervivencia y características de los mayores en España (2.ª Parte). (I.P. Julio Pérez Díaz)
- 2002 - [24] Efectivos poblacionales, supervivencia y características de los mayores en España (1.ª Parte). (I.P. Julio Pérez Díaz)

## La revolución reproductiva

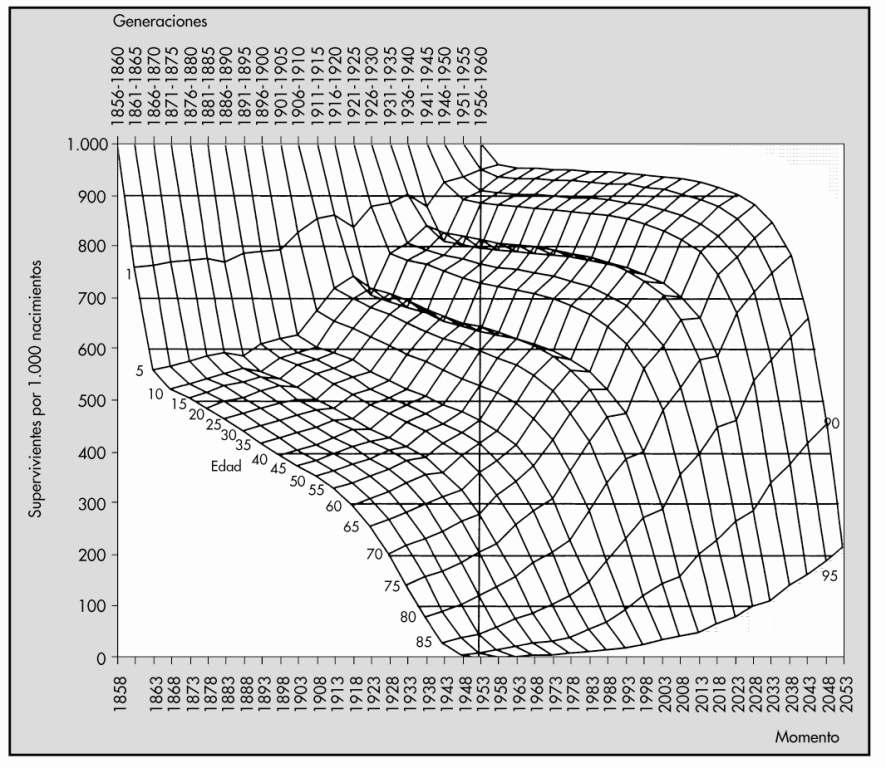
Supervivientes por edad. Generaciones femeninas. España, 1856-1960. Gráfico en el que se aprecia el aumento de supervivencia a las distintas edades y a lo largo de las generaciones. Julio Pérez Díaz, 2003 - Datos Anna Cabré, 1989.

En la ponencia The reproductive revolution de 2005 y los artículos de 2009 La tercera revolución de la modernidad. La revolución reproductiva y The reproductive revolution, escritos con John MacInnes, se expone la teoría de la revolución reproductiva donde se señala la radical relevancia de la eficiencia reproductiva, la longevidad y el reemplazo generacional en las sociedades demográficamente modernas. Siguiendo el hilo conductor de las ideas de Kingsley Davis (1908-1997) expuestas en 1937 sobre el futuro de la familia y de la fecundidad, establece consecuencias muy distintas sobre las implicaciones y consecuencias que la revolución reproductiva tiene en el descenso del trabajo reproductivo, el declive del patriarcado, la desregulación social de la sexualidad, el paso del género a la generación como eje de distribución de roles productivos-reproductivos, el reforzamiento de lazos familiares y otras consecuencias positivas de la madurez de masas -el mal llamado envejecimiento de la población-.

## Publicaciones de Julio Pérez Díaz
Puede consultarse distintas publicaciones en:
- Google Scholar
- Digital.CSIC
- ResearcherID
- CCUC - Cantic (enlace roto disponible en Internet Archive; véase el historial, la primera versión y la última).
- Dialnet
- Curriculum Vitae en GEPS

Artículos y capítulos de libros (cronología inversa)
- 2021 - El impacto demográfico de la COVID-19 (Demographic consequences of COVID-19), Enfermedades emergentes, 2021, 20(1) 4-6.[34]
- 2020 - Un perfil de las personas mayores en España, 2020. Indicadores estadísticos básicos, J Pérez Díaz, A Abellán García, P Aceituno Nieto, D Ramiro Fariñas, Revista Madrid, Informes Envejecimiento en red, ISSN:2340-566X, n.º 25, marzo de 2020.
- 2019 - Duración de la vida, natalidad y migraciones en España, en 'Ekonomiaz', Revista Vasca de Economía (96) pp. 52-79.[35]
- 2018 - Men and older persons also care, but how much? Assessing amounts of caregiving in Spain and Sweden. Sundström, Gerdt & Jegermalm, Magnus & Abellán, Antonio & Ayala, Alba & Díaz, Julio & Pujol Rodríguez, Rogelio & Souto, Javier. International Journal of Ageing and Later Life. 12. 1-16. 10.3384/ijal.1652-8670.17356.
- 2017 - Partner care, gender equality, and ageing in Spain and Sweden, A. Abellán, J. Pérez, R. Pujol, G. Sundström, M. Jegermalm y B. Malmberg, International Journal of Ageing and Later Life, 11(1) 69-89.
- 2017 - Dependencia y cuidados, A. Abellán, J. Pérez, A. Ayala, R. Pujol y G. Sundström, Informe España 2017 de la Cátedra J.M. Martín Patino, pp. 169-232, Universidad de Comillas.
- 2016 - Mortalidad y duración potencial de las uniones, Pérez Díaz, J.; Pujol Rodríguez, R.; Ramiro Fariñas, D., Abellán García, A., Estadística Española  58 (191): 301-312.
- 2016 - Retos sanitarios de los cambios demográficos, J. Pérez Díaz y Abellán García, A.;  Medicina Clínica 146 (2016), pp. 536-538
- 2016 - Adiós a la política del hijo único en China, Julio Pérez y Andreu Domingo, en Mientras Tanto, n. 146.
- 2015 - Envejecimiento y dependencia, Pérez Díaz, J.; Abellán García, A. (2015), en Torres Albero, C. -Ed-, España, Situación Social. Madrid: CIS, pp. 148-157.
- 2014 - Argentina, España y México: Panorámica sociodemográfica comparada Rojo Pérez, Fermina et al. Departamento de Población, IEGD, CSIC, 150 páginas.
- 2012 - Discapacidad y dependencia en Andalucía. Abellán García, A.; Pérez Díaz, J.; Esparza Catalán, C.; Castejón Villarejo, P., Ahmed Mohamed, K. Datos EDAD 2008. Sevilla: Junta de Andalucía, Instituto de Estadística y Cartografía de Andalucía.
- 2011 - Dependencia y envejecimiento. Un ensayo de tipología, Pérez Díaz, J.; Esparza Catalán, C., Abellán García, A., Papeles de Economía Española (129): 2-13.[36]
- 2011 - Evolución y estructura de la población en situación de dependencia, Antonio Abellán García, Cecilia Esparza Catalán y Julio Pérez Díaz, Cuadernos de Relaciones Laborales 29 (1): 43-67.[37]
- 2011 - Demografía, envejecimiento y crisis ¿Es sostenible el Estado de Bienestar?, en El Estado de bienestar en la encrucijada: nuevos retos ante la crisis global Archivado el 6 de marzo de 2016 en Wayback Machine., Ekonomi Gerizan, Federación de Cajas de Ahorros Vasco-Navarras, pp. 47-62.[38]
- 2011 - Reforma de las pensiones y su incidencia en el sector público. Los factores demográficos, Boletín Cemical, n.º 35, abril de 2011, Barcelona
- 2010 - El envejecimiento de la población española, Julio Pérez Díaz, Investigación y Ciencia, 410, noviembre, págs. 34-42.
- 2010 - Impact of Ageing for Social and Political Precesses in Spain, en D. W. Hofmeister (ed), Ageing and Politics – Consequences for Asia and European Affairs. Konrad Adenauer Stiftung, Singapore, October 11, ISBN 0119-5204229-244
- 2009 - The reproductive revolution Archivado el 3 de marzo de 2016 en Wayback Machine. (con John MacInnes). Sociological Review, 57, pags. 262-284.[32][31]
- 2009 - Transformations of the World’s Population: the Demographic Revolution,(con John MacInnes), en Turner, B.S. -Ed-, The Routledge International Handbook of Globalization Studies: Wiley-Blackwell, pp. 137-161.
- 2008 - Cambios generacionales de la estatura en la España del siglo XX a partir de la Encuesta Nacional de Salud (con Jeroen Spijker, Antonio D. Cámara), Revista Estadística Española, 50, 169, 2008,35 pp.[39]
- 2008 - Demography (con John MacInnes), en Bryan S. Turner (Ed.), The New Blackwell Companion to Social Theory (3 edit.), 22 pp.
- 2008 - La tercera revolución de la modernidad. La revolución reproductiva Archivado el 4 de marzo de 2016 en Wayback Machine. (con John MacInnes), Revista Española de Investigaciones sociológicas (REIS),122, abril/junio, 29 pp.
- 2008 - La gent gran a Catalunya (con Miret Gamundi, Pau, Ajenjo Cosp, Marc), Fundació Jaume Bofill -Ed-, Condicions de vida i desigualtats a Catalunya, 2001-2005. Volum II: Habitatge, salut, parella, joventut, gent gran i dependència, 181, 103 pp.
- 2007 - Valoración social del incremento de la violencia doméstica (con John MacInnes), en 'Rivas Vallejo, Mª Pilar y Barrios Baudor, Guillermo L. (Dir.)', Violencia de género. Perspectiva multidisciplinar y práctica forense, 1, Thomson, Aranzadi, Pamplona, 27 pp.
- 2007 - Low fertility and population replacement in Scotland (con John MacInnes), Population, Space and Place, 13 (1), 18 pp.
- 2007 - Sociología de las edades (con Pau Miret Gamundi), Libro: Pérez Yruela, Manuel (Ed.). La sociología en España', CIS, FES, Madrid, 19 pp.
- 2005 - The reproductive revolution and the sociology of reproduction, John MacInnes y Julio Pérez Díaz, IUSSP , en University of Princeton.
- 2004 - Poder tener abuelos, la normalización demográfica española, Geriatrianet.com, Revista electrónica de Gerontología y Geriatría, 6 (1), 22 pp.
- 2004 - Poder tener abuelos, la normalización demográfica española en La familia en la sociedad del siglo XXI, 9 pp.
- 2003 - El envejecimiento de las personas, FRC, Revista de debat polític, 6. 6 pp.
- 2003 - Feminización de la vejez y Estado de bienestar en España, Revista Española de Investigaciones Sociológicas, 104, 31 pp.
- 2003 - Roles de género en la vejez, en 'Aracil; Bastida; González y Vega', Género y Población: una perspectiva internacional 25 pp.
- 2003 - ¿Cómo ha mejorado tanto la vejez en España?, en Políticas Demográficas y de Población, 26 pp.
- 1996 - La Situación social de la vejez en España a partir de una perspectiva demográfica: de cómo el envejecimiento demográfico puede constituir el punto de partida para una sociología de la vejez (con David Llopis Goig), Fundación Caja Madrid.
- 1995 - Las Mujeres ancianas, la auténtica vejez de la España actual. Centre d'Estudis Demogràfics, 11 págs.
- 1995 - Envejecimiento demográfico en España, (con Anna María Cabré Pla), en Las actividades económicas de las personas mayores, 1995, ISBN 84-605-2139-7 , pags. 33-62.

Libros
- 2014 - Amadurecimento das massas, envelhecimento, mudanças demográficas e eficiência reprodutiva [trad. del libro La madurez de las masas por Janara Sousa y María Inez M. T. Walter], 8564857111, Brasilia Verbena Editora, Brasil.OCLC 927570402
- 2011 - María A. Blasco y Julio Pérez Díaz, Envejecimiento. Los libros de la Catarata, colección Debates Científicos. ISBN 978-84-8319-617-5OCLC 774400738[40]
- 2003 - La madurez de las masas (enlace roto disponible en Internet Archive; véase el historial, la primera versión y la última)., Ministerio de Trabajo y Asuntos Sociales, IMSERSO, Observatorio de Personas Mayores. Madrid.OCLC 433493515[41]

Artículos relacionados de otros autores
- 2003 - John MacInnes, La sociología de la familia y la fecundidad. Algunas contribuciones clásicas y su relevancia contemporánea. Comunicació presentada al IV Congrés Català de Sociologia. Reus, 5 i 6 d’abril de 2003. Centre d’Estudis Demogràfics.